# Кебалин
Кебалин (др.-греч. Κεβαλίνος) — грек или македонянин неясного происхождения в войске Александра Македонского.
У Кебалина был брат Никомах, любовник гетайра Димна. Димн убеждал Никомаха присоединиться к заговору против Александра, о чём тот рассказал брату Кебалину. Тот, в свою очередь, в изложении Квинта Курция Руфа, попросил передать эту информацию царю командира конницы гетайров Филоту, которого он случайно встретил по пути к палатке Александра. Диодор Сицилийский и Плутарх писали, что Кебалин специально разыскал Филоту, чтобы передать информацию о заговоре.
В изложении Квинта Курция Руфа и Диодора Сицилийского, Филота похвалил Кебалина, однако во время разговора с Александром ни словом не обмолвился о полученной от Кебалина информации. Плутарх писал, что Филота отказался представить Кебалина с братом Александру, ссылаясь на его занятость. Когда Филота не сообщил о заговоре против царя и на следующий день, его поведение вызвало у Кебалина подозрение. Тогда он нашёл способ передать информацию Александру через одного из его пажей Метрона.
Согласно античным историкам, Кебалин подверг себя риску, когда рассказал о странном поведении Филоты. Александр сначала не поверил, что его приближённый скрывал заговор, однако затем инициировал общевойсковой суд, который приговорил военачальника к смерти. Дальнейшая судьба Кебалина неизвестна.